# Júlio Vero
Júlio Vero (em latim: Julius Verus) foi um oficial administrativo romano do século IV, ativo no reinado dos imperadores Constantino (r. 308–337) e Licínio (r. 308–324). Segundo uma lei de 6 de maio de 316 preservada no Código de Teodósio, teria servido como presidente de Tarraconense.